# Прапор Шацька
Пра́пор Ша́цька затверджений сесією Шацької селищної ради.

## Опис
Квадратне полотнище зі співвідношенням сторін 1:1 червоного кольору із зображенням тризуба князя Святополка.